# Humenne
Humenne (ukrainisch Гуменне; russisch Гумённое Gumjonnoje) ist ein Dorf im Norden der ukrainischen Oblast Winnyzja mit etwa 700 Einwohnern.
Das Dorf entstand Ende des 17. Jahrhunderts und liegt an der ukrainischen Regionalstraße R 17, 17 Kilometer östlich der Rajons- und Oblasthauptstadt Winnyzja.
Am 12. Juni 2020 wurde das Dorf ein Teil der Siedlungsgemeinde Woronowyzja, bis dahin bildete es zusammen mit dem Dorf Mychajliwka (Михайлівка) die gleichnamige Landratsgemeinde Humenne (Гуменська сільська рада/Humenska silska rada) im Osten des Rajons Winnyzja.